# Hemus Air
Hemus Air – nieistniejąca bułgarska linia lotnicza z siedzibą w Sofii. Obsługiwały połączenia krajowe oraz do Europy, Afryki Północnej i na Bliski Wschód. Głównym hubem był port lotniczy Sofia.
27 listopada 2007 linia przejęła innego bułgarskiego przewoźnika, Viaggio Air.
Od lutego 2009 linia realizowała loty w ramach siatki połączeń i pod logotypem Bulgaria Air. Ostatni samolot został wycofany w lipcu 2021.